# Sørreisa kommun
Sørreisa kommun (norska: Sørreisa kommune, nordsamiska: Ráisavuona suohkan) är en kommun i Troms fylke i norra Norge. Den gränsar i norr mot Senja kommun, i öster mot Målselvs och Bardu kommuner, i söder mot Salangens kommun, och i väster mot Dyrøy kommun. Centralort är tätorten Sørreisa.
I Sørreisa ligger lokalmuseet Kramvigbrygga, vilket ingår i Midt-Troms Museum.

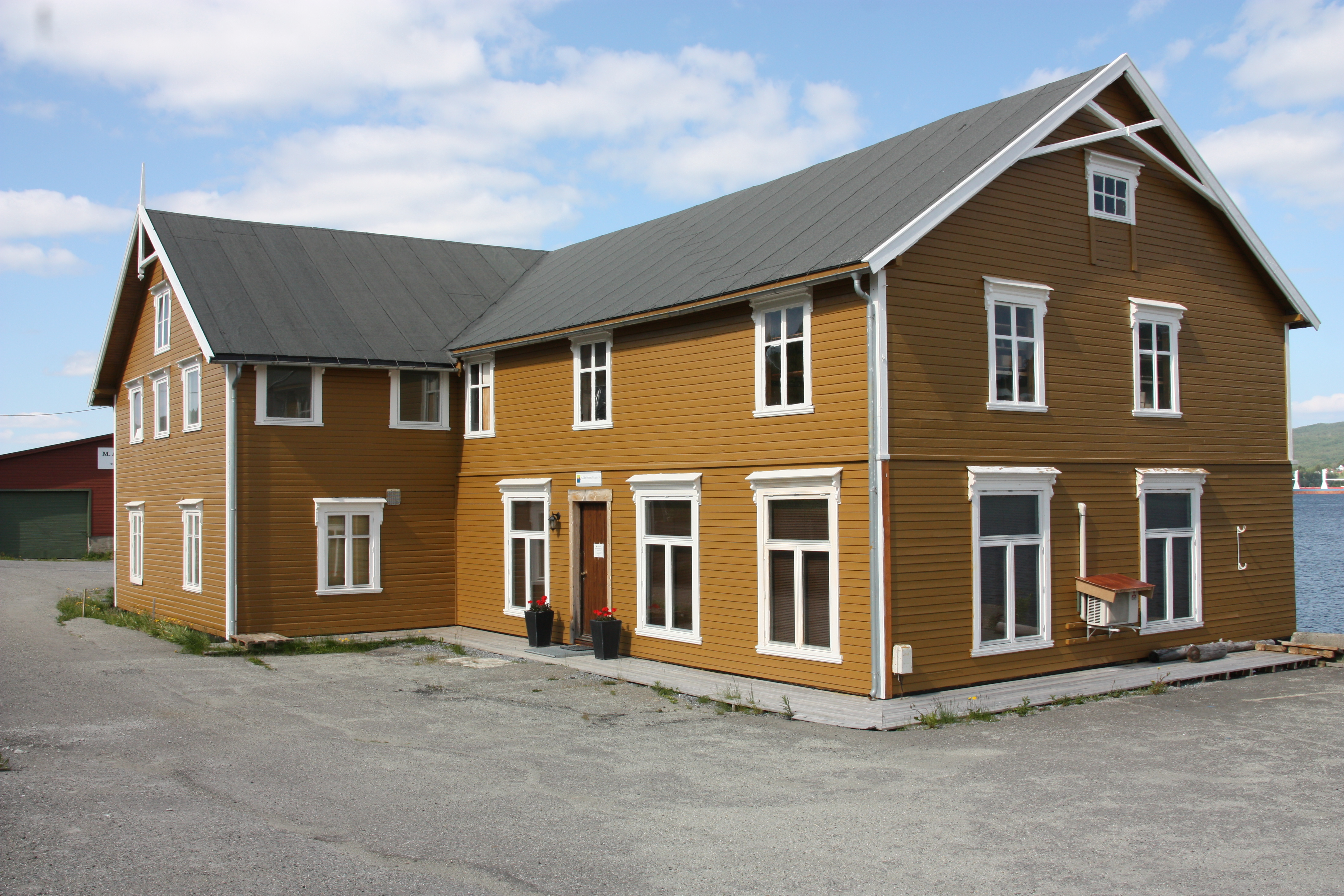
Kramvigbrygga i Sørreisa.

## Administrativ historik
Sørreisa kommun grundades 1886 genom en delning av Tranøy kommun. 1964 överfördes ett område med 129 invånare till Lenviks kommun.

## Befolkning

Befolkningsutveckling från 1951 och framåt.

## Tätorter
I Sørreisa kommun finns två tätorter:
- Skøelv
- Sørreisa (centralort)

## Socknar
Inom Norska kyrkan motsvaras Sørreisa kommun av Sørreisa socken i Senja prosteri i Nord-Hålogalands stift.